# Cratere Malun
Malun è un cratere sulla superficie di Giapeto.